# Central Synagogue (Manhattan)
Central Synagogue (en yiddish : צענטראל-סינאגאגע) est une synagogue réformée située au 652 Lexington Avenue, au croisement de la 55e Street dans le Midtown de Manhattan, à New York. Elle a été construite en 1870-1872 et est la plus ancienne synagogue en activité de New York et une des principales congrégation réformée des États-Unis.
Son architecture, dessinée par Henry Fernbach dans le style néo-mauresque est une copie de la synagogue de la rue Dohány à Budapest. Le bâtiment a été désigné monument de la ville de New York par la Commission de conservation des monuments de la ville de New York en 1966 et a été ajouté au registre national des lieux historiques en 1970. Il a ensuite été désigné monument historique national en 1975.

## Histoire
La congrégation Ahawath Chesed (Amour et Grâce) est fondée en 1846 sur Ludlow Street à Manhattan par des juifs germanophones ashkénazes de Bohême. La congrégation achète le terrain sur Lexington Avenue et East 55th Street et engage Henry Fernbach, éminent architecte Juif du pays, pour concevoir la synagogue. Elle est inaugurée en 1872.
Elle fusionne en 1898 avec la Congrégation Shaar Hashomayim (Portes des Cieux), fondée par des Juifs allemands en 1839 sur la rue Albany. Elle est connue comme la Central Synagogue depuis 1917.
Le bâtiment est restauré dans le style d'origine après un incendie accidentel en août 1998 survenu juste au moment où une rénovation majeure était en cours d'achèvement. L'incendie détruit le toit et ses supports. Des plaques de marbre sur le mur nord du foyer rendent hommage aux pompiers du 8e bataillon des pompiers de New York. La récente restauration a été achevée le 9 septembre 2001.
En 2019, la synagogue accueille des fidèles musulmans du Midtown à leur prière du vendredi, après que leur lieu de culte a été rendu inaccessible par l'incendie du restaurant situé à son rez-de-chaussée.

## Rabbins
- Angela Warnick Buchdahl, cantor senior de 2011-2014, rabbin senior depuis 2014
- Deborah Prinz, assistante rabbin 1978-1981
- Daniel Mutlu, chantre senior depuis 2017
- Peter Rubinstein, rabbin senior de 1991 à 2014
- Richard Botton, chantre senior de 1974 à 1998
- Sheldon Zimmerman (en), rabbin senior de 1972 à 1985

## Galerie

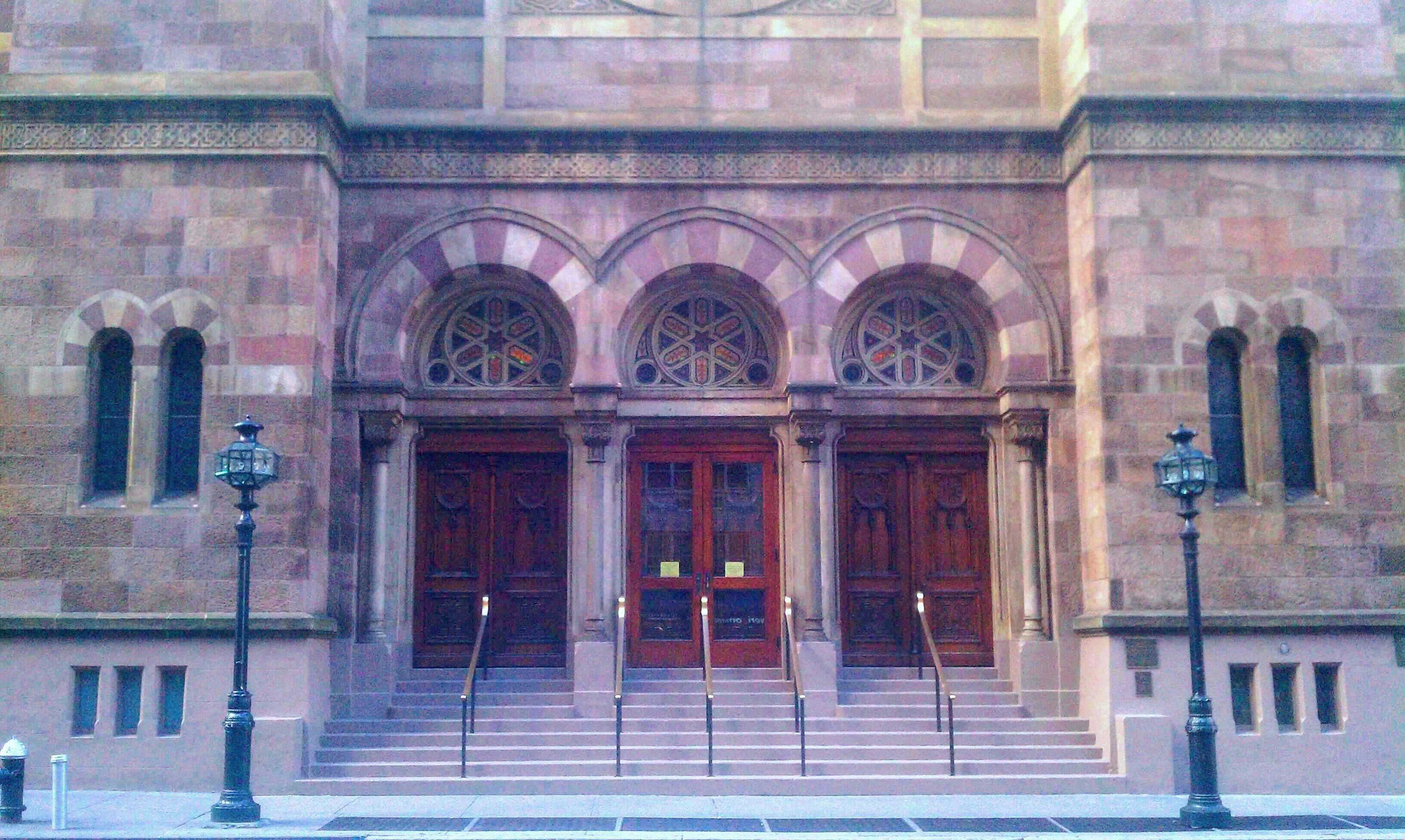
L'entrée de la synagogue (2012)
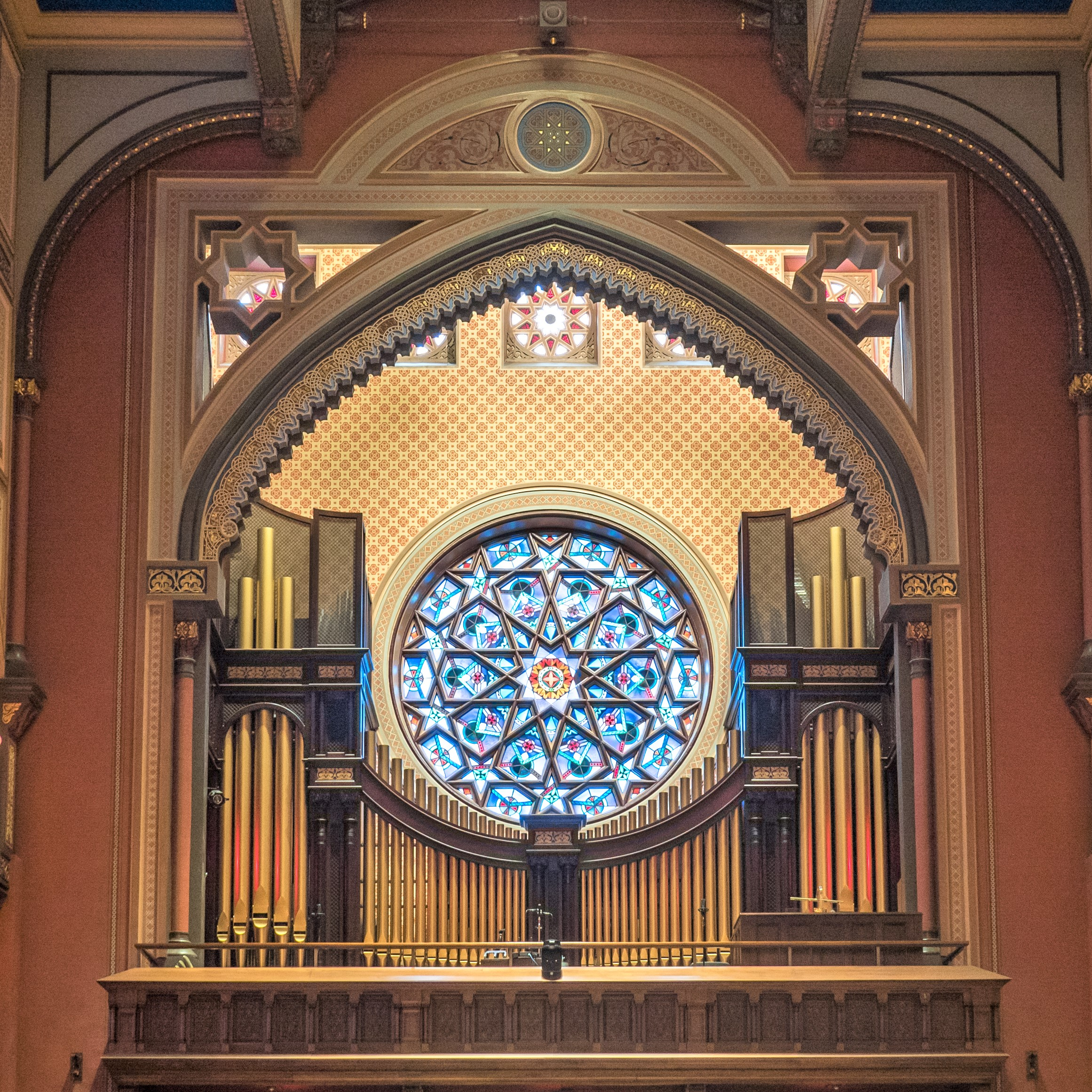
Vitraux avant et tuyaux d'orgue (2019)
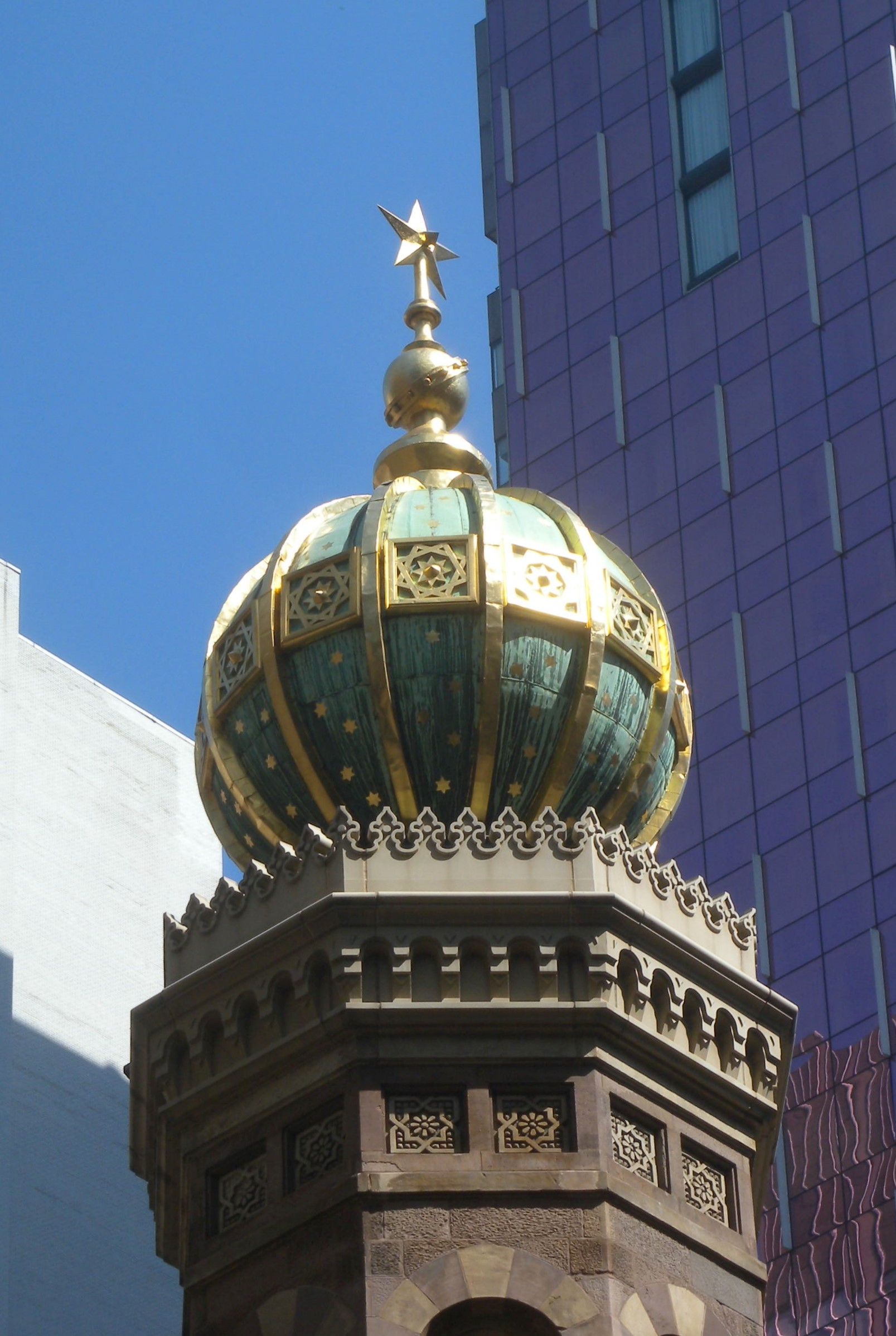
Détail néo-mauresque, tour sud de la synagogue centrale (2011)
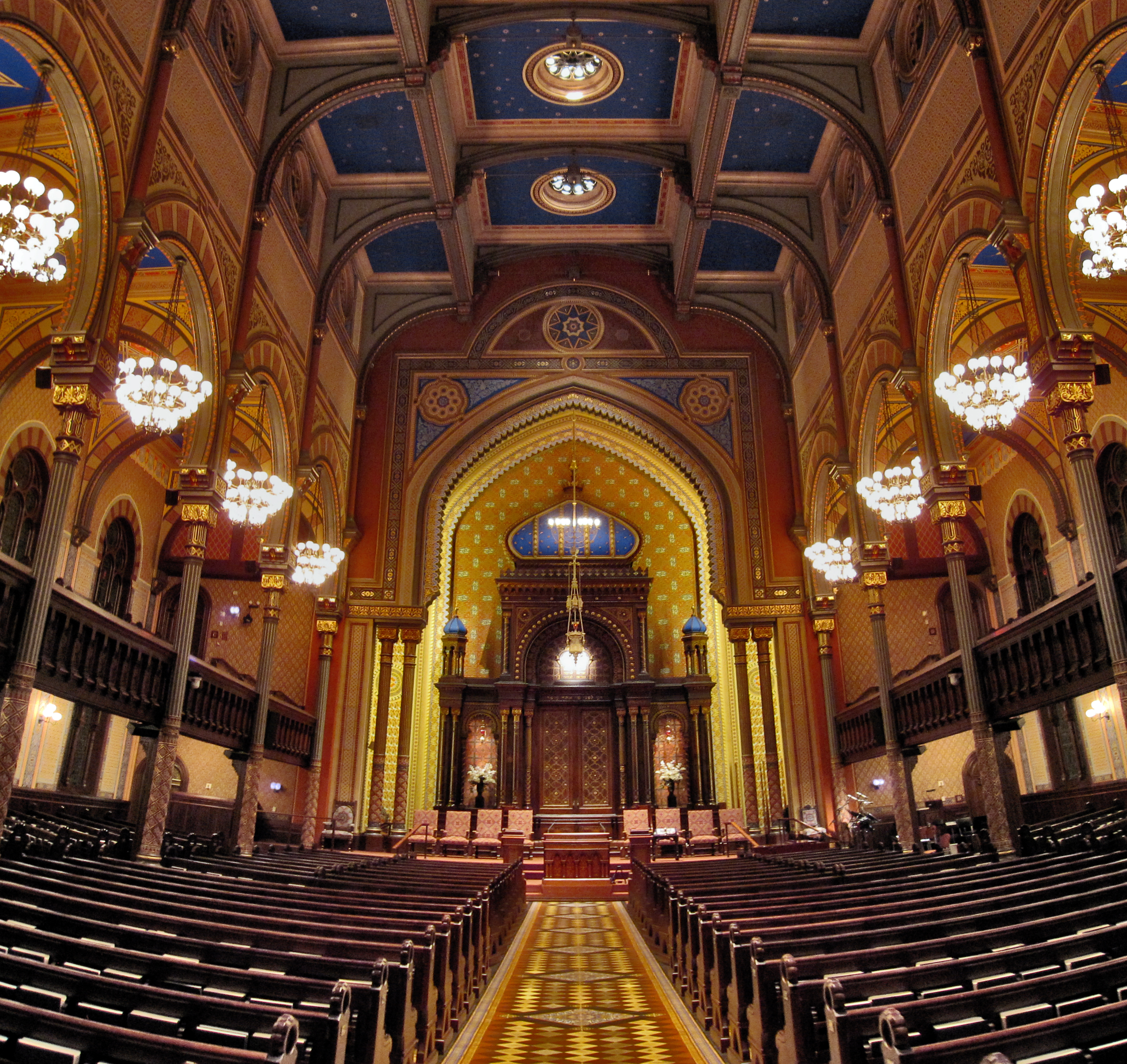
Intérieur (2010)
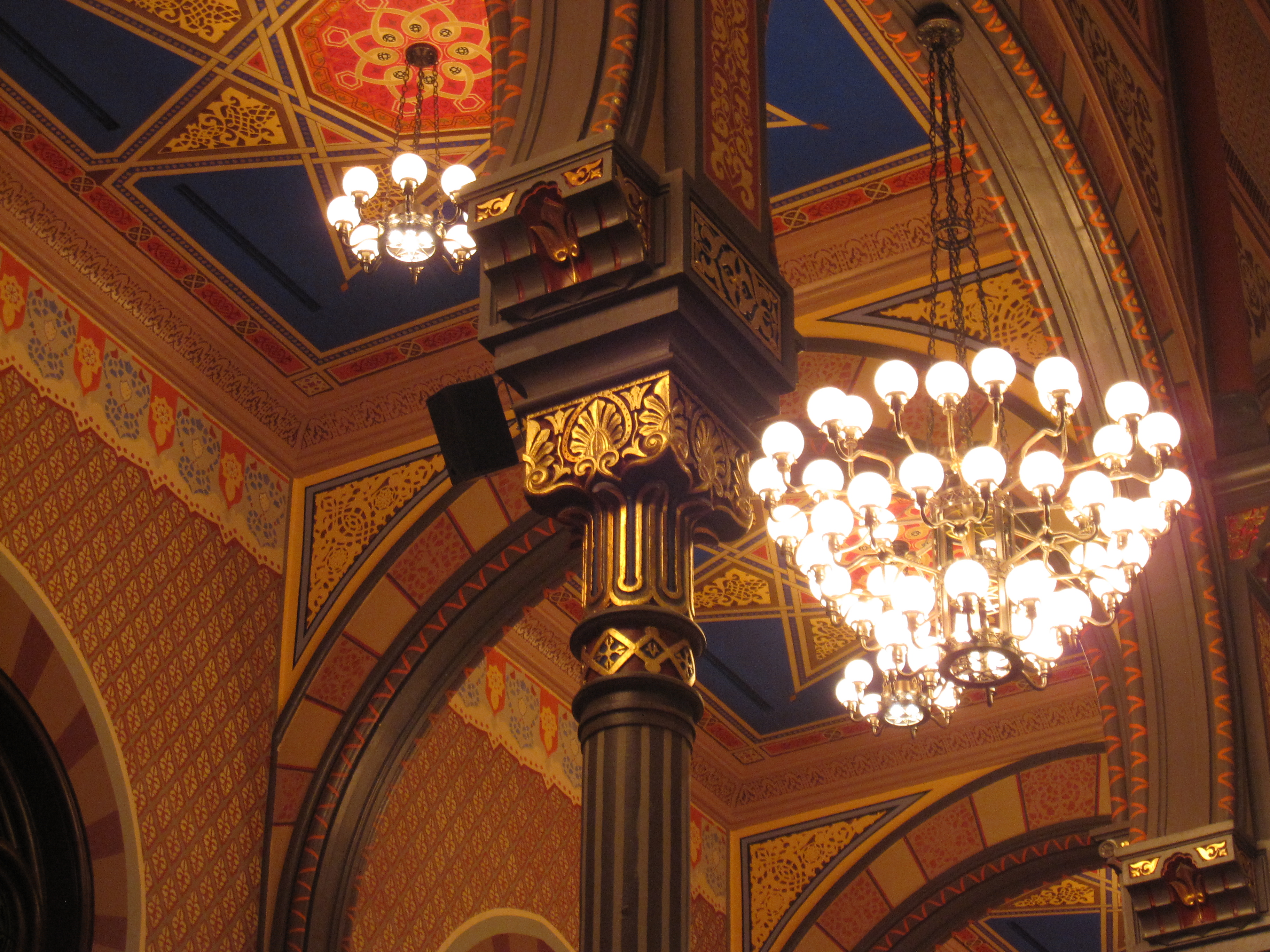
Un détail de l'intérieur (2010)